# 1991년 크로아티아의 유고슬라비아 전역
1991년 크로아티아의 유고슬라비아 전역은 크로아티아 독립 전쟁 기간 유고슬라비아 인민군(JNA), 유고슬라비아 해군과 유고슬라비아 공군과 크로아티아 국가방위군(ZNG), 크로아티아 육군(HV) 사이 있었던 교전이다. 유고 인민군은 원래 유고슬라비아 사회주의 연방공화국의 존속을 위해 파병되었으며 본 전역의 초기 계획은 크로아티아를 군사적으로 점령하고 1990년에 선출된 크로아티아 지도부의 제거였다. 유고 인민군은 크로아티아 영토방위군으로부터 무기를 압수하면서 시작되었으며 1990년 8월 시작된 세르브계 크로아티아인의 반란에 개입하면서 정점에 달했다. 당시부터 세르브계 크로아티아인 준군사조직과 국가방위군 혹은 크로아티아 경찰 사이 완충지대 형성을 위해 유고 인민군이 자주 배치되었다. 사실 이러한 유고 인민군의 완충지대는 종종 반군의 영토 이득을 보장하고 유고 인민군과 크로아티아 간 관계를 점점 악화시켰다. 이후 유고 인민군의 작전게획은 전역 시작 직전 크로아티아 국가방위군에게 포위된 인민군 막사의 포위를 풀고 구출하는 작전으로 변경되었다. 크로아티아는 여러 유고 인민군 시설을 포위점령하여 이전에 제대로 무장하지 못했던 부대를 무장하고 새로운 크로아트인 징집병과 유고슬라비아 인민군 장교를 모집할 수 있었다.
본 전역은 1991년 9월 20일에 사실상 시작되었지만 그 이전부터 비교적 경미한 공세 작전이 있었다. 하지만 이 달 말까지 세르비아의 낮은 소집응답률 때문에 심각한 시간 지연과 인력 부족으로 여러 어려움을 겪었다. 10월 초 슬로보단 밀로셰비치 세르비아 대통령과 그 동맹군이 유고 인민군을 많이 장악하면서 원래의 전역 목표는 더 축소되었다. 이후 전역 목표는 크로아티아 정부가 세르브계가 다수 거주하는 크로아티아 내 일부 지역에 대한 접근을 거부하고 세르브계 크로아티아인을 보호하는 방향으로 전환되었다. 이 전역은 11월 말에서 12월 초 부코바르 전투와 두브로크니크 포위전 공격으로 절정에 달했다. 크로아티아 육군의 제한된 반격과 진격으로 전장은 교착 상태에 빠졌다.
이런 전략적 상황으로 크로아티아 분쟁의 정치적 해결을 위한 여건 조성을 위해 유엔 평화유지군이 감독하는 휴전안인 밴스 계획이 수립되었다. 1992년 1월 2일에는 휴전 이행에 대한 사라예보 이행 협정이 채결되면서 전역이 종식되었다. 그럼에도 유고 인민군이 유엔 평화유지군으로 대체되면서 크로아티아에서 전부 철수하기까지 수 달이 걸렸다. 1991년 한 해에만 7천명 이상이 사망하고 40~60만명이 넘는 국내실향민이 발생했다. 또한 전역 수행 결과로 1,700명 이상이 여전히 실종 상태이다.

## 배경
1990년 열린 크로아티아의 총선에서 크로아티아 사회주의 공화국 정부가 선거에 패배하자 민족 갈등이 고조되었다. 유고슬라비아 인민군(JNA)은 잠재적으로 있을 저항을 최소화하기 위해 크로아티아 영토방위군의 무기를 압수했다. 8월 17일 민족 긴장은 세르브계 크로아티아인의 공개적인 반란으로 확대되었으며 이 반란은 주로 세르브계가 많이 거주하는 크닌 주변의 달마티아고원, 리카, 코르둔, 바노비나 일부 지역, 크로아티아 동부 일부 지역에 집중되었다. 1991년 1월 몬테네그로와 세르비아의 보이보디나, 코소보 메토히야 자치주의 지원을 받은 세르비아가 크로아티아 보안군의 무장 해제를 위한 유고 인민군 파병을 유고슬라비아의 대통령직에 승인을 얻기 위해 두 차례 시도했으나 실패했다. 3월에는 세르브계 게릴라와 크로아티아 특수경찰 사이 유혈 충돌이 발생한 후 세르비아와 그 동맹의 지지를 받은 유고 인민군이 연방 대통령직에게 전시 권한을 부여하고 국가비상사태를 선포해 달라고 요구했다. 하지만 3월 15일 이 요청도 거부되었고 1991년 여름 들어 유고슬라비아 연방이 붕괴되면서 유고 인민군은 슬로보단 밀로셰비치 세르비아 대통령 하에 놓이기 시작했다.
밀로셰비치는 공석인 연방 대통령직을 장악하고 연방 국방장관인 장군 벨코 카디예비치와 유고 인민군 참모총장인 블라고예 아지치에 영향력을 행사해 유고 인민군의 사실상의 총지휘관이 되었다. 밀로셰비치는 유고슬라비아를 존속시키기보다는 세르비아 확장을 목표로 한 전역을 선호하면서 유고 인민군을 세르브인의 군대로 바꾸겠다고 공개적으로 위협하고 더 이상 연방 대통령직의 권위를 인정하지 않겠다고 선언했다. 이 위협으로 유고 인민군은 세르비아 확장을 위하여 유고슬라비아의 존속을 포기하기 시작한다. 3월 말에는 분쟁이 격화되어 양 측간 충돌로 첫 사망자가 발생했다. 이후 유고 인민군은 게릴라를 지원하고 크로아티아의 경찰 개입을 막기 위해 본격적으로 개입하기 시작한다. 4월 초 크로아티아 내 세르브계 반군 지도자들은 자신이 통제하는 지역을 세르비아에 합병하겠다고 선언했다. 크로아티아 정부는 이를 분리독립으로 간주했다.
1991년 초 크로아티아에는 군대가 없었다. 크로아티아는 국방력 강화를 위해 경찰 수를 2만명으로 증원했다. 크로아티아 경찰에서 가장 강력한 힘을 지닌 부대는 사실상 군사 부분을 따라 조직된 12개 대대 3천명 인원의 크로아티아 특수경찰이었다. 또한 16개 대대, 10개 중대로 된 9천~1만명 규모의 각 지역별 예비경찰부대도 있었으나 무기가 부족했다. 상황이 악화되자 크로아티아 정부는 5월에 특수경찰 부대를 4개의 전문근위여단으로 확대하여 크로아티아 국가방위군(ZNG)을 창설했다. 국가방위군은 크로아티아 국방부의 통제 하에 퇴역했던 유고 인민군 장군 마르틴 슈페겔이 지휘했으며 4개 여단 약 8천명 병력으로 구성되었다. 예비경찰도 4만명으로 확대되어 ZNG 소속으로 편입되어 19개 여단과 14개 독립대대로 조직되었다. 근위여단은 ZNG 중 소화기를 완벽하게 갖춘 유일한 부대였으나 국가방위군 전체에 중화기는 부족했고 여단급 이상 지휘통제구조는 열약했다. 중화기 부족이 너무 심각해서 국가방위군은 박물관이나 영화 스튜디오에서 가져온 제2차 세계 대전 시기 무기도 사용했다. 당시 크로아티아의 무기 비축량은 해외에서 구입한 소화기 약 3만정과 경찰이 기존에 보유하고 있던 소화기 15,000정이 있었다. 근위여단에서 손실한 병력을 대체하기 위해 약 1만명 규모의 강력한 신규 경찰 병력도 충원되었다.
세르브인의 반란에서 유고 인민군의 역할에 대한 크로아티아 측 견해는 1991년 1월에서 9월로 갈수록 변화했다. 크로아티아의 대통령 프라뇨 투지만의 초기 계획은 유럽 공동체(EC)와 미국으로부터 크로아티아에 대한 지지를 얻는 것이었고 크로아티아 내 유고 인민군 막사와 무기고를 점령하라는 조언을 무시했다. 투지만의 이런 입장은 크로아티아가 유고 인민군과의 전쟁에서 이길 수 없다는 생각에서 비롯되었다. 유고 인민군의 행동은 세르브계 크로아티아 군사와 조율된 것처럼 보였음에도 크로아티아 국가방위군은 방어적인 역할만 수행했다. 이런 인상은 세르브계 게릴라와 국가방위군 간 무력 충돌 이후 유고 인민군이 설정한 "완충지대"를 통해 강해졌으며 국가방위군이 밀려난 후 유고 인민군이 개입해 세르브계가 영토를 통제하는 곳이 늘어나면서 크로아티아의 영토가 밀려났다. 또한 유고 인민군은 세르브계 군사에게 일부 무기를 제공했으며 대부분의 무기는 세르비아 영토방위군과 유고슬라비아 내무부 비축물자를 통해 지원되었다. 6월 말 슬로베니아의 유고 인민군 개입이 시작되면서 징집병이 탈영하기 시작했고 이들을 대체할 징집병은 세르비아를 제외하고는 거의 없었다.

## 전조

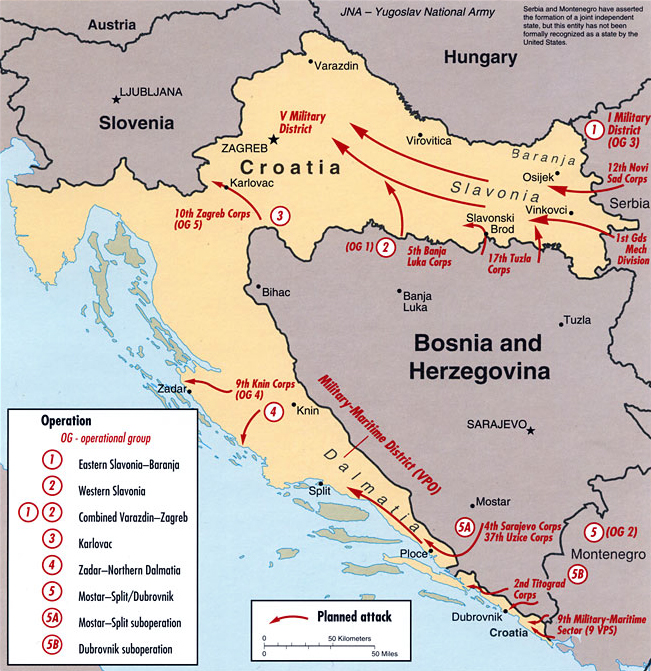
1991년 크로아티아 내 유고 인민군의 작전 계획 지도

유고 인민군은 7월 초 오시예크 북쪽의 크로아티아 버러녀 지역에서 직접 개입하기 시작했다. 8월 1일에는 에르두트, 알마시, 달에서, 8월 22일에는 버러녀 지역에서 크로아티아군을 밀어냈다. 1991년 여름 세르브계 크로아티아군은 통제 하에 있는 영토를 하나의 정부로 합병했다. 바노비나와 글리나는 7월 26일 크로아티아 국가방위군이 점령했다. 같은 날 흐르바트스카코스타이니차 인근의 크로아티아 경찰서 두 곳이 점령되면서 마을이 고립되었다. 스틴거 작전라는 작전명으로 진행된 이 공격은 드라간 바실코비치가 이끄는 크닌 특수경찰 제7바라냐사단이 수행했다. 코지브로드 경찰서를 점령한 세르비아군은 최초의 대량학살을 저질러 포로로 잡은 경찰관 10명과 민간인 17명을 총살했다.
크로아티아 국가방위군은 9월 초까지 흐르바트스카코스타이니차를 방어했다. 8월 세르브계는 유고 인민군의 작전 통제하에 동슬라보니아의 오시예크, 부코바르, 빈코브치에서 국가방위군과 충돌했다. 동슬라보니아의 전투로 국가방위군은 해당 도시의 유고 인민군 막사를 봉쇄하고 그 곳의 주둔군과 제한전을 벌였다. 서슬라보니아에서는 세르브계 민병대가 다루바르로 진격을 시도했으나 오쿠차니 인근과 파크라츠 남쪽에서 국가방위군에게 저지되었고 유고 인민군은 이 곳에 완충지대를 설정했다. 이 전투 이후 크로아티아는 자그레브와 슬라보니아 사이 주요 교통로 사용이 봉쇄되었다. 달마티아 북부에서는 유고 인민군과 국가방위군 사이 여러 충돌이 있었고 세르브계 크로아티아군은 이에 공조해 진격했다. 이 공격으로 8월 26일 키예보가 점령되고 9월 11일에는 마슬레니차 다리가 세르브계에게 점령되었다. 마슬레니차 다리 점령으로 달마티아와 크로아티아 다른 지역 사이 남아있던 최후의 교통로가 차단되었다. 1991년 여름 국가방위군은 인력과 무기가 부족했고 부적절한 지휘통제력으로 열약한 상황에 놓였다. 하지만 세르비아 국가보안국이 설립한 크닌 특수경찰 이외에는 전문 국가방위군 부대가 상대편보다 훈련은 잘 되어 있었다.
1991년 9월 1일에는 투지만 대통령이 전날인 8월 31일까지 유고 인민군에게 전부 막사로 돌아갈 것을 요구하는 최후통첩을 했으나 이후 EC가 제안한 휴전 및 평화 협상 회담 요청을 수락했다. 유고슬라비아 대통령단도 이에 응한 후 9월 7일부터 회담이 시작되었다. 4일 후 대통령직의 크로아티아 측 대표이자 대통령직 의장인 스테판 메시치는 유고 인민군에게 48시간 내에 전부 막사로 복귀할 것을 명령했다. 이 움직임은 국가방위군이 밀려나는 동안 회의는 끝없이 진행되었을 것이라는 투지만의 주장으로 이루어졌다. 대통령직 다른 위원은 이 결정에 이의를 제기했지만 크로아티아가 유고 인민군에게 정당하게 맞설 수 있는 명분을 주었다. 9월 14일 국가방위군과 크로아티아 경찰은 접근 가능한 모든 유고 인민군 시설을 봉쇄하고 인프라를 차단하면서 막사 전투가 시작되었다. 국가방위군은 크로아티아 내에 있는 33개 대규모 유고 인민군 주둔지를 봉쇄하고 국경초소와 무기고, 탄약고를 포함한 수많은 시설도 봉쇄했다. 국가방위군은 고립된 시설과 초소는 물론 여러 주요 인민군 기지를 신속하게 점령하고 유고 인민군 제32(바라주딘)군단 전체 무기고와 크로아티아 영토방위군에게서 압수했던 거의 모든 무기를 포함해 대량의 무기를 노획했다. 유고 인민군은 1개 기갑여단과 2개 기계화여단, 3개 포병연대 등 8개 여단의 통제권을 상실했고 인민군 제5군구와 해안군구 등의 추가 병력 대부분이 포위되었다. 막사 전투의 중요성은 9월 25일 유엔의 유엔 안전 보장 이사회 결의 제713호에 따른 무기 금수 조치로 더욱 올라갔다. 9월에는 안톤 투스가 크로아티아 공화국군 참모총장에 임명되었다.

## 전투 서열

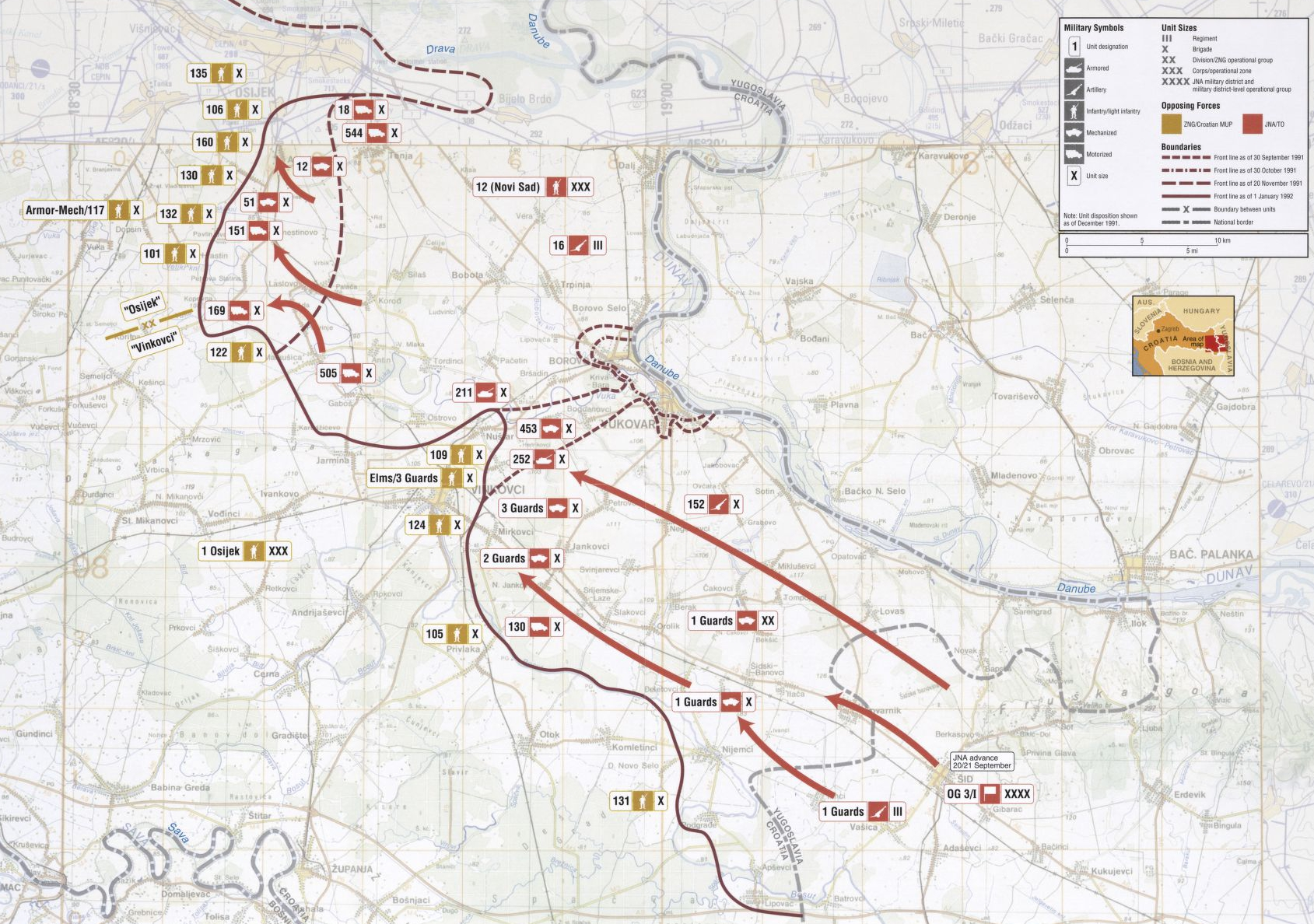
1991년 9월부터 1992년 1월까지 동슬라보니아 지역의 전황도

1991년 9월 초 크로아티아 국가방위군은 정규군 8천명과 예비군 4만명의 병력을 보유했다. 정규군으로 구성된 4개 근위여단은 소화기를 완벽하게 갖춘 유일한 부대였으나 중화기가 부족했다. 기존의 특수경찰 부대에서 근위여단으로 이동한 인원을 대체하기 위해 1만명 규모의 신규 특수 경찰 부대가 수립되었다. 9월 들어 크로아티아의 소화기 비축량은 기존에 경찰이 보유하고 있던 15,000정에 더해 해외에서 구입한 3만정으로 구성되었다. 막사 전투로 국가방위군의 무기 보유량이 크게 늘어나면서 기존 부대의 완전 무장이 가능해지고 40~42개 여단을 추가로 증원하여 연말까지 총 20만명의 병력과 4만명의 경찰을 배치했다. 국가방위군은 전차 250대, 중포 400~500문, 소화기 18만정, 탄약 2백만 롱톤(22만 숏톤)을 장악했다. 또한 대부분 크로아티아인 국적으로 구성된 유고 인민군 장교 3천명이 인민군을 떠나 국가방위군에 합류했다. 1991년 크로아티아 국가방위군은 크로아티아인 권리당의 당군인 크로아티아 국방군(HOS)의 지원을 받았다. 국방군은 3천명에 달하는 병력을 보유하고 있다고 밝혔지만 경찰은 무장 민병대 250명 규모로 추정했다.
유고 인민군은 2단계 병력 동원을 계획했다. 첫 동원령은 7월에 실시되었으며 실제 공세를 개시하지 않으면서 크로아티아를 위협하고 핵심 부대를 적시에 배치하기 위해 발령했다. 1단계 동원으로 크로아티아군을 저지하는 데 실패하자 9월 15일에 두 번째 동원령이 실시되었다. 하지만 이 시기에는 동원된 병력이 지정된 부대로 신고하길 거부하는 사태가 집단으로 발생했고 탈영, 전역에 대한 전반적인 병력의 열의 부족까지 겹쳤다. 이 때문에 병력 가용성이 낮아져 유고 인민군은 보병 부대 배치를 줄이고 일부 작전은 포기해야 했다. 동원령에 대한 반응은 특히나 중앙세르비아에서 더 좋지 않았으며 소집된 인원의 26%만이 복무하겠다고 응답했다. 그럼에도 1991년 9월 유고 인민군은 복무기간을 마친 징집병을 제대시켰고 계획된 병력 수준의 73%에 미치지 못했다. 동원 문제는 인민군 병력과 지휘관의 사기를 떨어뜨렸다. 인민군 총사령부가 밀로셰비치에게 병력 수준을 높이기 위하여 총동원령을 요구했으나 밀로셰비치는 전역 작전이 반드시 필요하거나 실현 가능하다고 생각하지 않아 이 요구를 거부했다. 동원 문제에도 불구하고 전역을 지원하기 위해 배치된 유고 인민군과 영토방위군 부대는 145,000명의 병력, 전차 1,100대, 기타 장갑차 700대, 포 1,980문으로 무장했으며 유고슬라비아 해군과 유고슬라비아 공군의 지원도 받았다.

## 전개

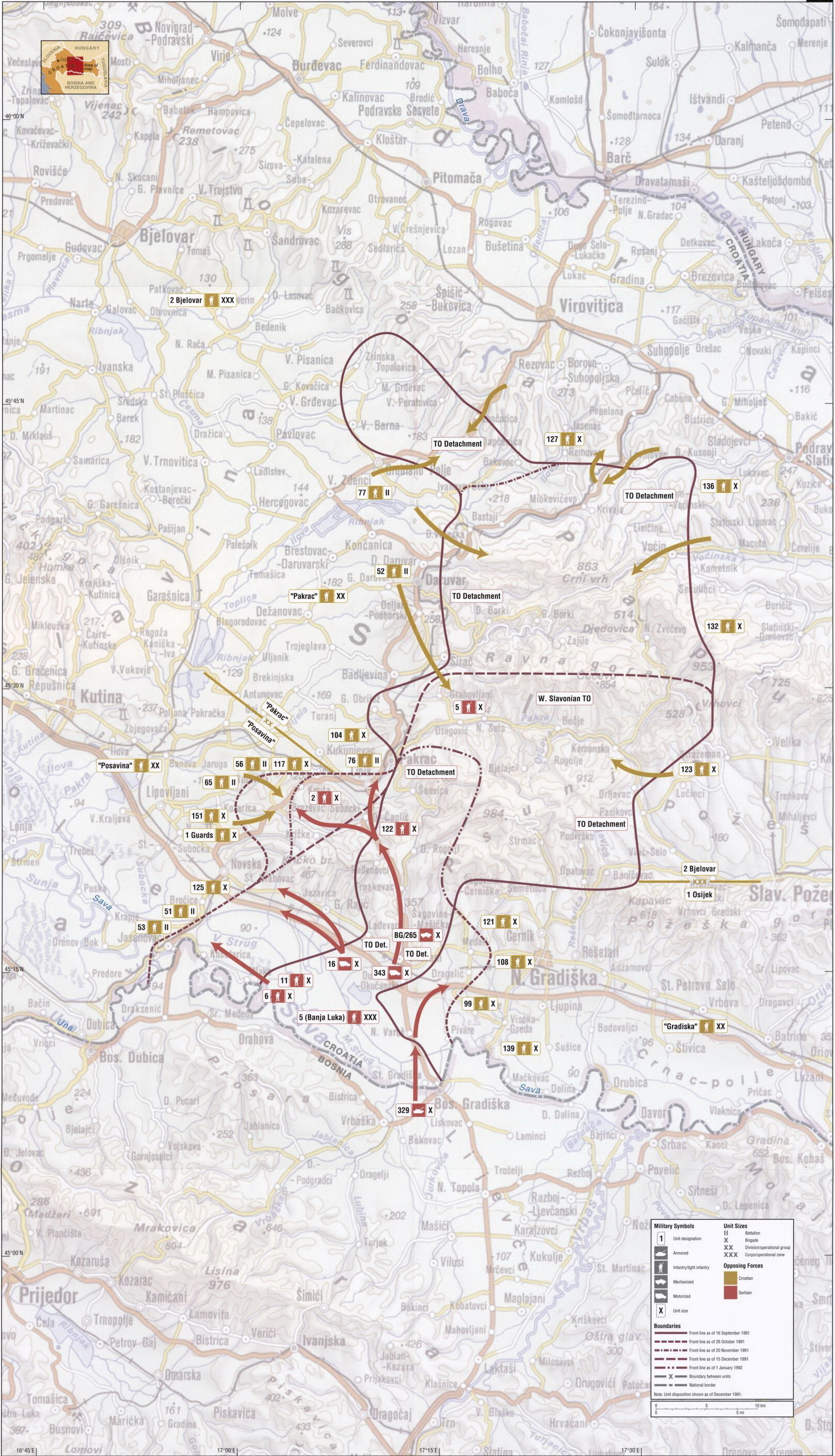
1991년 9월에서 1992년 1월 사이 서슬라보니아 지역의 전황도

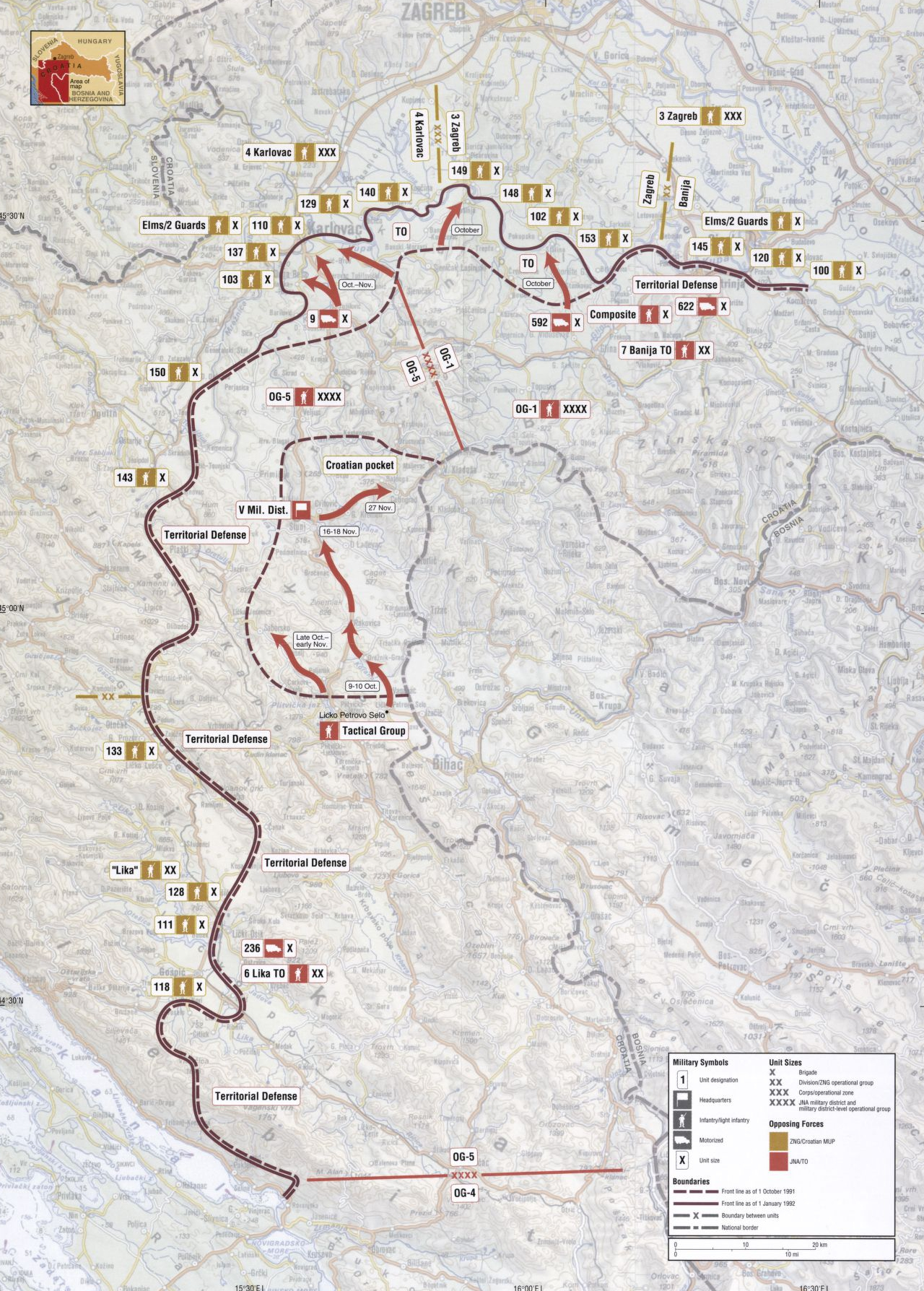
1991년 10월에서 1992년 1월 사이 바노비나, 코르둔, 리카 지역의 전황도

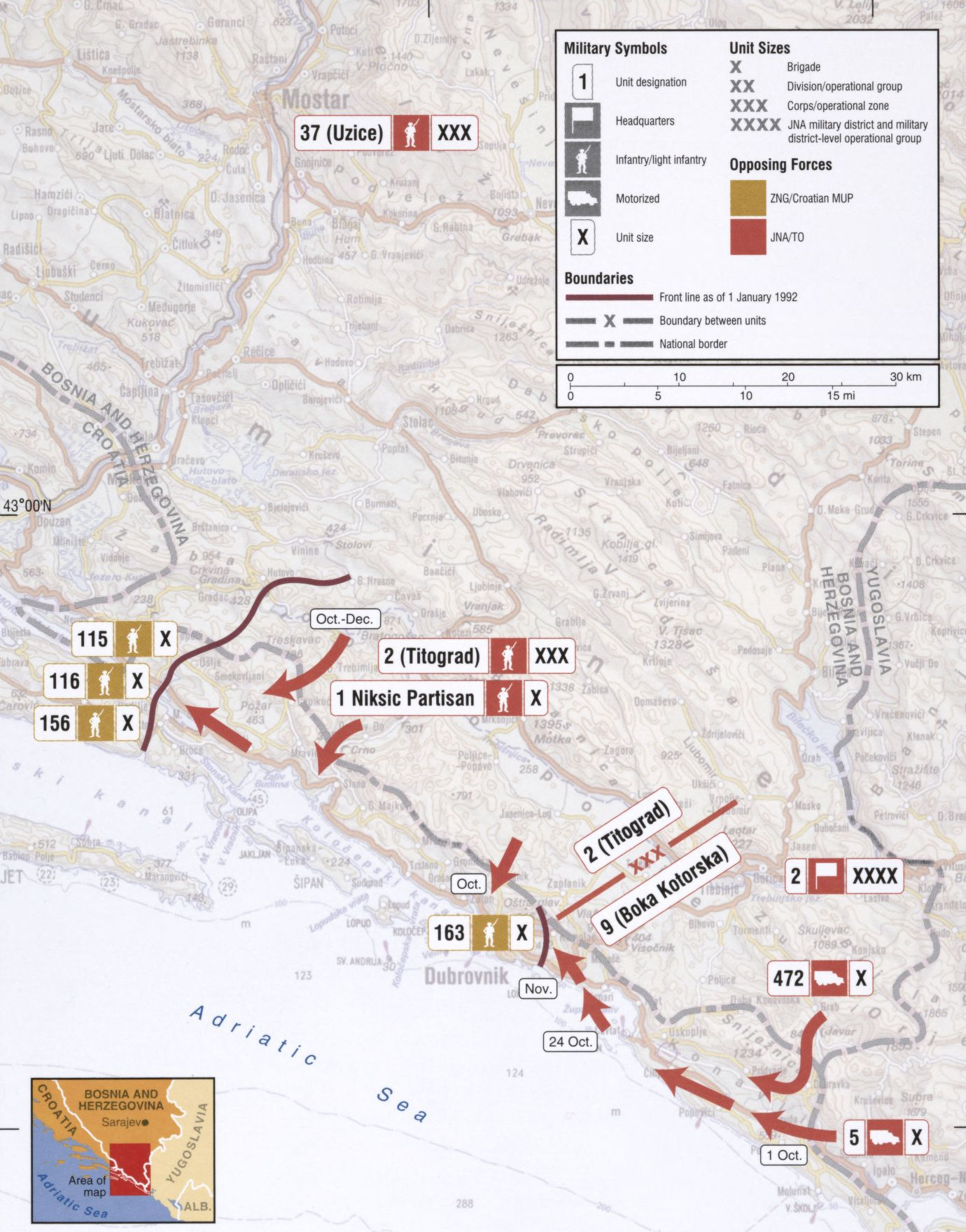
1991년 10월에서 1992년 1월 사이 두브로브니크 지역의 전황도

유고 인민군은 크로아티아를 군사적으로 패배시키고 정부를 무너뜨리며 유고슬라비아의 존속에 필요한 조건을 조성하기 위한 작전계획을 세웠다. 이 계획은 1991년 9월 크로아티아 국가방위군의 인민군 주둔지 포위망을 공격하기 위해 수정되었고 전역 목표에 봉쇄 해제도 포함시켰다. 계획에는 크로아티아에 대한 공군과 해군을 통한 봉쇄 및 세르브인 다수 거주 지역 점령, 국가방위군 포위망에 있는 막사 구출을 위한 5개 군단급 전역이 포함되었다. 공격 축선은 크게 그라디슈카-비로비티차 축선, 비하치-카를로바츠-자그레브 축선, 크닌-자다르 축선, 모스타르-스플리트 축선으로 나누어졌다. 기갑 및 기계화부대는 동슬라보니아를 점령하고 자그레브와 바라주딘을 향해 서쪽으로 진격하는 임무를 받았다. 이 방면이 전역의 주요 공세이다. 마지막으로 두브로브니크 지역의 봉쇄와 함께 네레트바강 서쪽으로 진격해 스플리트를 향한 진격을 지원할 예정이었다. 계획에서는 목표 완수 후 크로아티아 내 세르브인 거주 지역이나 크로아티아 전역에서 유고 인민군의 철수를 제안했을 수도 있으나 출처에 따라 이 주장은 서로 상충된다.

### 9월 공세
동슬라보니아에서는 유고 인민군이 부코바르 주둔군을 향한 국가방위군의 포위에 대응했고 1991년 9월 14일 병력을 배치해 막사를 구조했다. 이런 노력과는 별개로 크로아티아에 대한 주요 작전 공세는 원래 9월 21일 시작될 예정이었다. 제1근위기계화사단이 선봉에 선 남부작전집단은 빈코브치의 유고 인민군 막사를 포위한 국가방위군의 포위망을 뚫고 2~3일 안에 나시체와 슬라본스키브로드에 도달하기로 계획했다. 이후 4~5일간 주요 인구밀집지역을 피해 자코보-포제가 도로와 자그레브-베오그라드 고속도로를 통해 진격하여 오쿠차니-수호폴레 선에 도달할 것으로 예상되었다. 제12(노비사드)군단이 배속된 북부작전집단은 오시예크에서 나시체까지 진격한 다음 서쪽으로 돌아 벨로바르로 진격할 예정이었다. 2개 작전집단엔 약 57,000명의 병력과 5천명의 지원병력이 배속되었다. 제17(투즐라)군단은 크로아티아와의 국경인 사바강을 도하해 고속도로를 따라 진격해 슬라본스키브로드와 슬라본스키샤마츠를 점령할 예정이었으나 이런 횡단은 일어나지 않았다.
전역은 9월 20일 작전 개시로 앞당겨졌다. 일정 변경으로 유고 인민군 제1근위기계화사단은 사전 정찰이나 준비 없이 동슬라보니아로 도착해 바로 전투에 투입되었다. 이 때문에 시드-토바르니크-스타리얀코브치 도로에 교통 체증이 일어나 부교부대가 제 때에 보수트강 어귀로 진격하지 못했다. 결국 제1근위사단은 강을 도하하지 못하고 빈코브치 동쪽의 보수트강과 다뉴브강 사이 지역에 머물렀다. 제1사단은 부교부대 외에도 크로아티아 국경에 닿기 전에 해체된 것으로 보이는 제80기동여단과, 국경에 인접한 토바르니크와 일라차 사이 지역에서 아군 사격을 맞아 희생된 제2근위기계화여단 등 추가 병력도 받지 못했다. 노비사드 군단의 여러 부대도 여러 차례의 아군 포격 사건 이후 사기가 급감해 해체되었다.
바냐루카 군단은 오쿠차니에서 서슬라보니아의 다루바르와 비로비티차로 진격하는 주공과 오쿠차니에서 쿠티나로 진격하는 조공 둘로 나누어 진격을 맡았다. 임무 목표는 약 1주일만에 동쪽에서 진격해오는 유고 인민군의 주공이 도달할 것으로 예상되는 지점과 일치했다. 군단은 이미 오쿠차니 근처에 제265기계화여단의 전투집단을 배치해 9월 21일 시작된 진격을 지원하며 파푸크산까지 도달했다. 군단이 진격하는 동안 2개 차량화여단과 1개 포병여단을 증원받았지만 동슬라보니아에서 일어난 사기 저하와 탈영 문제는 바냐루카 군단에서도 나타났다. 한 예로 증원군으로 파견된 제130기계화여단은 9월 29일에는 280명 규모의 대대로 축소되었다. 일부 세르브계 민병대가 유고 인민군의 지원 없이 비로비티차 인근 파크라츠 북쪽의 빌로고라산과 파푸크산과 슬라티나를 점령했지만 노브스카, 노바그라디슈카, 파크라츠 사이 지역에 있던 크로아티아 국가방위군에게 유고 인민군의 진격이 저지되었다.
이미 완전히 동원되어 배치된 인민군 크닌 군단은 1991년 9월 16일 달마티아 북부와 리카 남부에서 전역을 시작했다. 9월 18일 인민군은 드르니시를 점령했지만 이틀 후 파코보셀로에서, 9월 22일에는 시베니크 근처에서 시가지 점령을 시도했으나 실패하며 패배를 계속했다. 이 패배 이후 군단은 리카 지역의 고스피치 인근을 제외하고선 나머지 1달간 공격을 중지했다. 유고 인민군과 준군사조직인 세르비아 방위군이 9월 22일 도시 내 진지에서 패퇴한지 5일 후 크닌 군단이 로비나츠를 점령했다. 크로아티아 남단 인근 두브로브니크 배후지에 모인 유고 인민군 부대는 우지체와 티토그라드 군단 부대로만 구성되었다. 이들은 보스니아 헤르체고비나의 동원 문제로 9월 말까지 크로아티아 내로 진격하지 못했다. 바노비나의 유고 인민군은 9월 21일 페트리냐를 점령했지만 더 이상 전진하지 못했다. 인민군 동원의 실패로 코르둔 지역에서 계획되었던 작전안은 카를로바츠 인근에 있던 부대를 통합하는 것으로 제한되었다. 9월 15일 유고슬라비아 해군은 일주일간 크로아티아의 아드라이해 방면 항구인 풀라, 리예카, 자다르, 스플리트, 두브로브니크 등을 일주일간 봉쇄했다.

### 목표 축소
9월 30일 유고 인민군 참모진은 초기 계획을 따라올 수 없어 수렁에 빠졌기 때문이라 판단하고 전역 목표를 축소했다. 목표가 축소되어 새로운 공격 및 방어 작전이 수립되었는데 달마티아와 동슬라보니아의 크로아티아군에게 결정적인 패배를 입히고 포위된 인민군 시설의 철수에 대한 동의를 얻기 위한 크로아티아의 주요 기반시설 공격으로 전환되었다. 지상군 일부 부대는 같은 날부터 새 명령을 수행하기 시작했지만 10월 4일까지는 완전히 적용되지 않았다. 10월 3일 유고슬라비아 대통령직의 세르비아 및 몬테네그로 대표가 자신들이 연방 대통령 대행이 되어 유고 인민군을 장악했다고 선언했다. 이틀 후 유고 인민군은 대통령직 측에게 전역 수행에 필요한 병력 동원을 승인해 달라고 요구했지만 밀로셰비치는 이를 거부했다. 10월 9일 들어선 인민군의 작전이 사실상 실패로 드러났다. 지휘관들은 밀로셰비치가 인민군에게 강요한 역할을 결국 공식적으로 받아들였고 크로아티아에서의 전략적 목표를 세르브계 인구 밀집 지역 보호로 수정했다.
유고 인민군은 부코바르 막사 탈환에 집중했으나 포위전이 장기화되면서 자그레브와 바라주딘으로 진격할 예정이었던 36,000명의 병력과 상당수의 기갑부대 이동이 지연되었다. 부코바르는 11월 중순 인민군이 점령했으나 전체 전역은 완전히 망쳤기 때문에 피로스의 승리였다. 부코바르 전투 기간 유고 인민군은 준군사조직 자원군을 공식적으로 승인해 병력을 채웠다. 이런 준군사조직 자원군에는 흰 독수리와 세르비아 내무부에서 훈련받은 세르비아 의용방위군(SVG)이 있다. 10월 12일 연방 대통령은 유고슬라비아에서 이주해 온 약 15만명의 자원군 입대를 승인했고 그 외 다른 사람들은 유고 인민군의 징집을 피해 친구나 친척과 함께 피난을 떠났다. 부코바르 점령 이후 인민군 제12군단과 세르비아 의용방위군은 11월 15~16일에 보수트 서남쪽으로 진격했고 11월 20일에는 빈코브치와 오시예크 사이 서쪽으로 진군했지만 그 달 크로아티아군이 이들의 진격을 저지했다. 당시 인민군 제1군구 사령관인 지보타 파니치 장군은 진군의 단기 목표는 오시예크와 주파냐이다.
바노비나에서는 인민군이 쿠파강에 도달해 9월 30일 네보얀, 수냐, 시사크 지역의 국가방위군 교두보를 제외한 강 남안 전체를 점령했다. 하지만 이후 후속 진격은 없었다. 인민군은 10월 17~18일 노비파르카시치를 통해 네보얀 교두보로 진격을 시도했고 11월 2일에도 수냐 방면으로 진격을 시도했으나 두 시도 모두 실패했다. 10월 4일 인민군은 코르둔의 카를로바츠 지역으로 공세를 시작해 이틀 후 국가방위군을 슬룬 지역으로 밀어붙였다. 10월 8일 인민군이 쿠파강과 코라나강 유역에 도달하면서 전투 강도가 줄어들었다. 이 지역에서 벌어진 가장 큰 규모의 전투는 11월 4일부터 5일까지 카를로바츠 교외에 주둔한 유고 인민군이 로고리슈테 전투에서 국가방위군의 포위망을 돌파하고 도시 동쪽의 유고 인민군 진지까지 도달한 전투이다. 더 남쪽으로는 유고 인민군이 11월 17일 슬룬을, 11월 29일 체틴그라드를 점령하여 코르둔 지역의 국가방위군 포위망을 제거했다. 리카에서의 유고 인민군 활동은 고스피치와 오토차츠 지역의 포격과 공습으로 제한되었으며 10월 4일 절정에 달했다.
10월 1일 바냐루카 군단은 서슬라보니아에서 정찰성 공격을 시작했고 3일 후에는 군단 대부분을 투입한 대대적인 공격을 예고했다. 이 진격으로 노브스카, 노바그라디슈카, 야세노바츠를 10월 8일에 점령했다. 리피크와 파크라츠 일부 지역은 4일 후 점령되었다. 이 무렵 서슬라보니아 지역의 유고 인민군 전역은 추진력을 잃었다.
북달마티아에서는 10월 4일 유고 인민군 크닌 군단이 자다르를 공격해 외곽에 도달했고 다음 날 셰푸리네 막사에 대한 국가방위군의 포위망을 풀어냈다. 하지만 국가방위군이 인민군의 진격을 막아냈고 10월 7일 휴전이 선언되었다. 이틀 후 자다르에 보관된 장비를 포함해 자다르에 있는 모든 유고 인민군 시설을 철수하기로 합의했다. 더 남쪽에서는 인민군 티토그라드 군단과 해양군구 병력이 헤르체고비나 동부와 코토르만에서 진격하여 10월 1일 두브로브니크 동쪽과 서쪽에서 밀어내 월말에는 도시를 포위했다. 유고 인민군은 몬테네그로 영토방위군의 지원을 받았다. 도시를 방어하는 크로아티아군은 소수였으나 12월 7일 휴전 합의까지 점점 더 집중되는 포격, 해군 포격과 공중 폭격을 견더내며 도시를 지켜냈다. 포위전으로 크로아티아 독립 전쟁에 대해 국제적으로 관심을 가지게 되면서 세르비아와 유고슬라비아에 대한 국제외교적으로, 경제적으로 고립에 처하게 되는 결정적인 원인이 되었고 이 결과 세르비아와 유고슬라비아가 점차적으로 침략국으로 인식하게 되었다.
두브로브니크와 자다르를 향한 유고 인민군의 공격은 두 차례 더 해안을 봉쇄한 유고슬라비아 해군의 지원을 받았다. 10월 3일 파그섬과 크바르네르만의 섬으로 향하는 페리 노선을 제외한 크로아티아 연안의 모든 해상 운송이 중단되었다. 두브로브니크를 제외한 모든 해상 봉쇄는 10월 11일 해제되었다. 두브로브니크 외에 리예카, 자다르, 시베니크, 스플리트에 대한 접근을 제외한 최종 봉쇄는 11월 8일부터 시작되었다. 11월 15일 유고슬라비아 해군은 스플리트와 브라치섬 공격에 실패하면서 큰 피해를 입었다. 북아드리아해의 유고슬라비아군 해군 봉쇄는 11월 22일 종료되었지만 남아드리아해에서는 두브로브니크를 제외하고 12월 3일에 봉쇄가 해제되었다.

### 크로아티아의 역공세

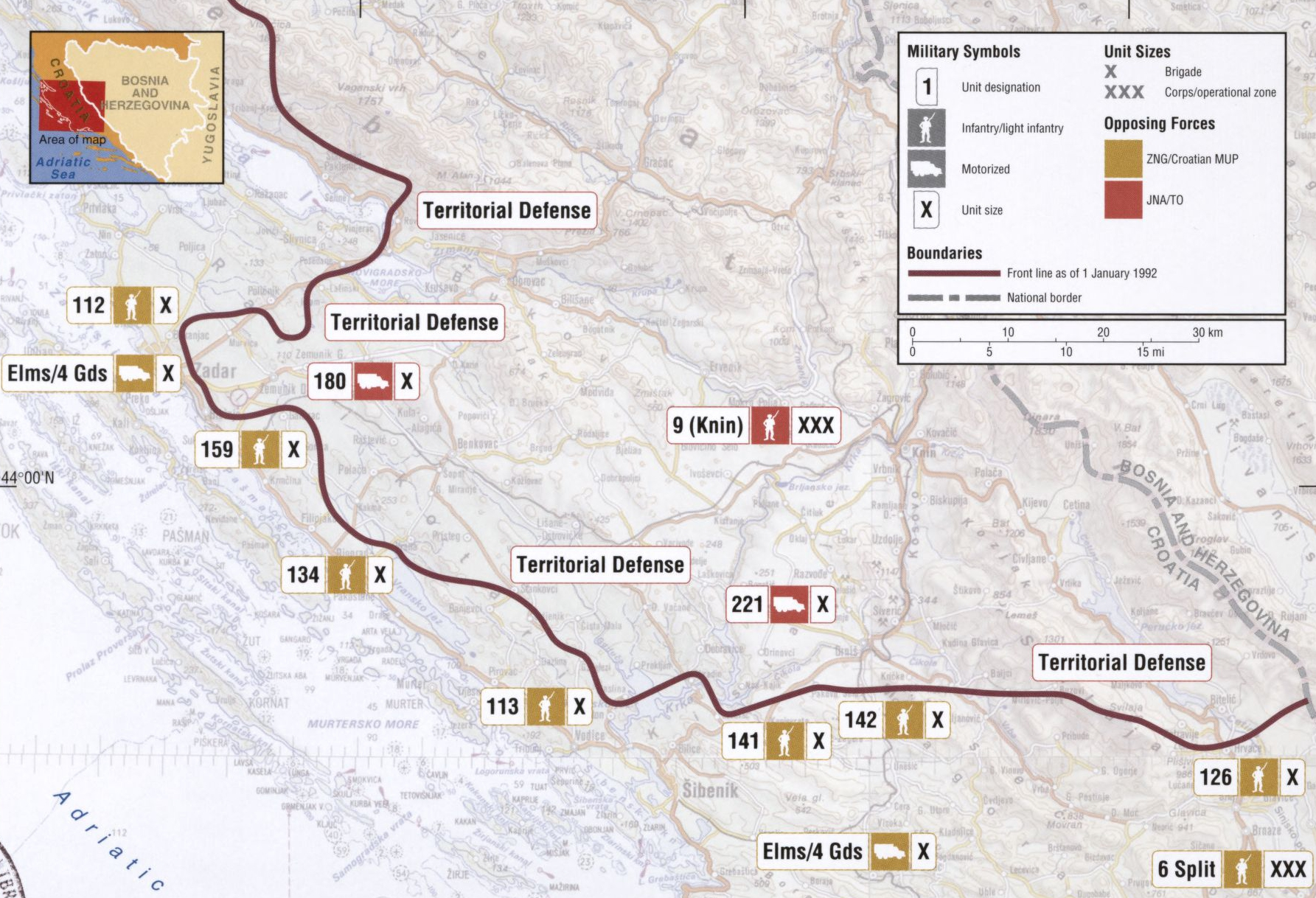
1992년 1월 기준 북달마티아 지역의 전황도

10월 8일 크로아티아는 유고슬라비아로부터 완전한 독립을 선언했다. 전날 유고슬라비아 공군이 자그레브의 대통령궁을 폭격했지만 크로아티아 정부는 전쟁 상황이 더 이상 위태롭지 않은 상태라고 판단했다. 이 평가에 이어 10월 12일 반격 계획을 준비하라는 명령을 내렸고 11월 20일까지 공세 작전을 개시하라는 명령이 세 차례 더 내려졌다. 이 계획에는 오시예크 남부의 인민군 봉쇄, 빈코브치 남쪽 보수트강으로의 진격, 야세노바츠 및 오쿠차니-리피크 도로를 탈환해 파푸크산과 프순산을 탈환, 페트리냐, 글리나, 슬룬, 코레니차, 그라차츠 방면으로 진격하여 마슬레니차 다리와 오브로바츠-그라차츠 도로를 탈환하고 서북쪽으로 향하는 인민군의 두브로브니크 공세를 저지한다는 목표를 세웠다.
가장 중요한 공세는 서슬라보니아에서 이뤄졌는데 크로아티아군은 10월 31일 그루비슈노폴레에서 리피크 방향으로, 11월 12일에는 노바그라디슈카에서 오쿠차니 방향으로 유고 인민군을 밀어내기 시작했다. 11월 중순 노브스카-오쿠차니 축선을 따라 또 다른 공세가 시작되어 12월 9일까지 여러 마을을 탈환했고 리피크는 크로아티아군이 12월 7일 탈환했다. 유고 인민군의 지원을 받지 못한 파크라츠 북쪽 파푸크산과 빌로고라산의 세르브계 민병대는 밀려나 같은 기간 크로아티아의 점령 하에 놓였다. 오쿠차니 지역을 탈환하기 위한 크로아티아 육군의 작전인 허리케인-91 작전(Orkan 91, 오르칸-91 작전)은 10월 마지막 날 개시되었다. 이 지역은 파크라츠, 노브스카, 노바그라디슈카 방면으로 공격했다. 하지만 노바그라디슈카 서쪽을 제외하고선 진전이 없었으며 이곳에서도 매우 제한된 진격만 이루어졌다. 결국 국제적인 압력에 따라 12월 26일 투지만이 공세 중단 명령을 내렸다.
두 번째로 중요한 크로아티아 육군의 공세로는 12월 11일 쿠파강을 가로질러 시작된 휠윈드 작전이다. 크로아티아 육군은 글리나 방면으로 진격하는 임무를 맡았으나 이틀 만에 작은 교두보만을 구축하고선 작전이 실패했다. 리카 지방에서는 개별 마을을 두고 전투가 일어났으나 양 측 모두 별 다른 진전이 없었다. 유고 인민군은 11월 21일부터 12월 16일까지 오시예크 남쪽 4개 마을을 점령했으나 이후 전반적인 전선은 고착화되었다.

## 여파
크로아티아에서의 유고슬라비아 인민군 전역은 교착 상태로 끝났고 양 측은 국제적으로 감독하는 휴전 협상을 받아들었다. 11월 말 들어 유고 인민군은 더 이상 실질적으로 성과를 얻을 수 있는 상황이 아니었고 밀로셰비치는 더 이상 달성할 수 없다고 생각되는 목표는 추구해선 안된다고 말했다. 1991년 9월에서 12월 사이 크로아티아 육군은 많은 무기를 노획하고 전투력이 크게 올랐다. 1992년 1월 중순에는 155,772명의 병력에 전차 216대, 기타 장갑차 127대, 포 1,108문을 보유했다. 서슬라보니아의 유고 인민군 진지는 군사적 붕괴 직전에 놓였으나 크로아티아 육군은 다른 곳에서 보급에 어려움을 겪어 군수품 비축량이 바닥났고 여기에 유엔의 무기 금수 조치까지 겪어 신속한 재보급이 불가능했다. 1991년 말까지 분쟁으로 크로아티아인 6천명이 사망했다. 또한 23,000명이 부상을 입었고 40만명 이상이 국내실향민이 되었다. 일부 출처에서는 국내실향민의 수를 최대 60만명까지 잡아 추정한다. 6천명의 사망자에는 군인 사망자 3,761명도 포함된다. 유고 인민군의 피해는 공식적으로 사망자 1,279명이지만 전쟁 중 사망자는 지속적으로 과소보고되었으므로 실제 사상자수는 이보다 훨씬 높다고 추정된다. 서슬라보니아에서 있었던 크로아티아군의 반격 작전으로 세르브인 2만명의 난민이 발생했다. 이들은 유고 인민군이 세르브계 군사에 철수 명령을 내리자 이 지역에서 도망쳤고 이후 유고 인민군이 점령한 버러녀 지역에 정착했다.
1991년에서 1992년 초까지 크로아티아 시민 약 18,000명이 실종되었거나 유고 인민군 혹은 그 동맹군에게 구금당했다. 이 중 약 8천명이 세르비아, 몬테네그로, 보스니아 헤르체고비나 또는 유고 인민군이 통제하는 크로아티아 영토 내 강제수용소에 구금되었다. 유고 인민군이 운용한 대표적인 수용소로는 베게이치 수용소, 스타이체보 수용소, 스렘스카미트로비차 감옥, 니시 수용소, 알렉시나츠 수용소, 마냐차 수용소, 바냐루카 수용소, 크닌 수용소, 부체 수용소, 벨리마나스티르 수용소, 네고슬라브치 수용소, 벨레프로메트 수용소, 모린 수용소 등이 있다. 수용소에 구금되었던 죄수 중 약 300명이 사망했다. 수감자 대부분은 1992년 8월에 석방되었다. 2013년 5월 기준 1991년 전역 과정에서 발생한 1,703명은 현재까지도 실종 상태이다. 양 측은 분쟁 기간 많은 잔학 행위를 일으켰다. 크로아티아군이 저지른 가장 큰 규모의 학살은 고스피치 학살이다. 세르브인의 잔학 행위는 그 규모가 이보다 훨씬 컸다. 가장 큰 학살이 발생한 곳으로는 키예보 마을 학살, 부코바르 점령 이후 발생한 200명 이상의 학살 사건인 부코바르 학살, 두브로브니크 포격 등이 있다. 이런 전쟁범죄를 일으킨 피의자는 이후 유엔 안전 보장 이사회 결의 제827호에 따라 1993년 설립된 구유고슬라비아 국제형사재판소(ICTY)에 기소되었다.
세르브인이 일으킨 여러 잔학 행위 때문에 독일은 1991년 11월 중순 크로아티아와 정식으로 수교를 맺었다. 독일은 12월 말에는 영국, 프랑스, 미국의 반대를 물러내고 1991년 12월 23일 크로아티아를 독립국으로 정식으로 인정했다. 독일의 결정에 이어 1992년 1월 15일에는 다른 유럽 공동체 회원국도 크로아티아의 독립을 인정했다. 세르브계 크로아티아인은 1991년 12월 21일 크로아티아 영토의 약 30%를 차지하는 유고 인민군 점령 지역을 자칭 독립국인 세르비아 크라이나 공화국(RSK)의 영토라고 선언했다. 세르비아 크라이나 공화국은 경제적, 재정적으로 모국 세르비아에 의존했다.
전장의 교착 상태로 유엔 사무총장 특사였으며 협상 과정에서 미국 외교관 허퍼트 S. 오쿤과 유엔 특별정치담당 사무차장이었던 마라크 굴딩의 도움을 받아 미국의 국무장관 사이러스 밴스가 만든 평화안인 밴스 계획이 입안되었다. 밴스 계획은 크로아티아에서의 적대 행위를 확실하게 종식시킨다는 목표를 가졌다. 밴스 계획에서는 휴전, 유엔 보호구역으로 지정된 특정 지역의 민간인 보호, 크로아티아 내 유엔 평화유지군인 유엔보호군 배치 등이 담겼다. 밀로셰비치, 카디예비치, 투지만은 이 계획을 승인했고 세 사람은 1991년 11월 23일 스위스 제네바에서 제네바 협정에 서명했다. 제네바 협정에서는 크로아티아의 유고 인민군 막사 봉쇄 종료, 크로아티아 내 유고 인민군의 병력과 장비 철수, 휴전 이행 및 인도주의적 지원 제공 촉진 등이 담겼다. 또한 서명 당사자는 크로아티아 내 유엔 평화 유지 임무인 유엔보호군 투입에 찬성했다. 이후 평화 유지 임무는 유고슬라비아 정부가 제출한 유엔 평화 유지군 배치 공식 요청에 따라 11월 27일 유엔 안전 보장 이사회 결의 제721호에서 승인받았다. 평화유지군 배치에 필요한 휴전을 보장하는 이행협정은 1992년 1월 2일 크로아티아의 국방부 장관 고이코 슈샤크와 유고 인민군 제5군구 사령관인 안드리야 라셰타가 보스니아 헤르체고비나의 사라예보에서 만나 서명했다. 휴전은 1992년 1월 3일 오후 6시부터 발효되었으나 두브로브니크 지역은 1992년 7월까지 유고 인민군이 두브로브니크와 코나블레 마을 주변에 계속 주둔하며 분쟁이 계속되었다. 두브로브니크의 해상 봉쇄는 1992년 5월 26일에 해제되었다. 조직 문제와 정전 협정 위반 때문에 3월 8일이 되어서야 크로아티아에 평화유지군이 배치되기 시작했다. 역사학자인 마르코 아틸라 화레는 밴스 계획이 세르브계 반군을 패배로부터 구해냈다고 평가했다.

## 참고 문헌
서적
- Armatta, Judith (2010). 《Twilight of Impunity: The War Crimes Trial of Slobodan Milosevic》. Durham, North Carolina: Duke University Press. ISBN 978-0-8223-4746-0.
- Calic, Marie-Janine (2012). 〈Ethnic Cleansing and War Crimes, 1991–1995〉.   Ingrao, Charles W.; Emmert, Thomas Allan. 《Confronting the Yugoslav Controversies: A Scholars' Initiative》. West Lafayette, Indiana: Purdue University Press. 115–153쪽. ISBN 978-1-55753-617-4.
- Central Intelligence Agency, Office of Russian and European Analysis (2002). 《Balkan Battlegrounds: A Military History of the Yugoslav Conflict, 1990–1995》. Washington, D.C.: Central Intelligence Agency. ISBN 978-0-16-066472-4. OCLC 50396958.
- Central Intelligence Agency, Office of Russian and European Analysis (2002). 《Balkan battlegrounds: a military history of the Yugoslav conflict, 1990–1995, Volume 2》. Washington, D.C.: Central Intelligence Agency. ISBN 978-0-16-066472-4.
- Burg, Steven L.; Shoup, Paul S. (2000). 《The War in Bosnia-Herzegovina: Ethnic Conflict and International Intervention》. Armonk, New York: M.E. Sharpe. ISBN 978-0-7656-3189-3.
- Cigar, Norman (1996). 〈The Serbo-Croatian War, 1991〉.   Meštrović, Stjepan Gabriel. 《Genocide after Emotion: The Post-Emotional Balkan War》. London, England: Routledge. ISBN 978-0-415-12293-1.
- 《Eastern Europe and the Commonwealth of Independent States》. London, England: Routledge. 1999. ISBN 978-1-85743-058-5.
- Goldstein, Ivo (1999). 《Croatia: A History》. Montreal, Quebec: McGill-Queen's Press. ISBN 978-0-7735-2017-2.
- Gow, James (2003). 《The Serbian Project and Its Adversaries: A Strategy of War Crimes》. London, England: C. Hurst & Co. Publishers. ISBN 978-1-85065-646-3.
- Hoare, Marko Attila (2010). 〈The War of Yugoslav Succession〉.   Ramet, Sabrina P. 《Central and Southeast European Politics Since 1989》. Cambridge, England: Cambridge University Press. 111–136쪽. ISBN 978-1-139-48750-4.
- Leutloff-Grandits, Carolin (2006). 《Claiming Ownership in Postwar Croatia: The Dynamics of Property Relations and Ethnic Conflict in the Knin Region》. Münster, Germany: LIT Verlag. ISBN 978-3-8258-8049-1.
- Macdonald, David Bruce (2002). 《Balkan Holocausts?: Serbian and Croatian Victim Centered Propaganda and the War in Yugoslavia》. Manchester, England: Manchester University Press. ISBN 978-0-7190-6467-8.
- Oberschall, Anthony (2007). 《Conflict and Peace Building in Divided Societies: Responses to Ethnic Violence》. London, England: Taylor & Francis. ISBN 978-0-203-94485-1.
- Ramet, Sabrina P. (1998). 〈Yugoslavia〉.   Ramet, Sabrina P. 《Eastern Europe: Politics, Culture and Society Since 1939》. Bloomington, Indiana: Indiana University Press. 159–189쪽. ISBN 978-0-253-21256-6.
- Ramet, Sabrina P. (2006). 《The Three Yugoslavias: State-Building And Legitimation, 1918–2006》. Bloomington, Indiana: Indiana University Press. ISBN 978-0-253-34656-8.
- Schabas, William A. (2006). 《The UN International Criminal Tribunals: The Former Yugoslavia, Rwanda and Sierra Leone》. Cambridge University Press. ISBN 978-0-521-84657-8. 2013년 1월 12일에 확인함.
- Schuman, Michael A. (2004). 《Nations in Transition: Croatia》. New York: Infobase Publishing. ISBN 978-0-8160-5053-6.
- Sell, Louis (2002). 《Slobodan Milosevic and the Destruction of Yugoslavia》. Durham, North Carolina: Duke University Press. ISBN 978-0-8223-3223-7.
- Sikavica, Stipe (2000). 〈The Army's Collapse〉.   Udovicki, Jasminka; Ridgeway, James. 《Burn This House: The Making and Unmaking of Yugoslavia》. Durham, North Carolina: Duke University Press. 131–153쪽. ISBN 978-0-8223-2590-1.
- Trbovich, Ana S. (2008). 《A Legal Geography of Yugoslavia's Disintegration》. Oxford, England: Oxford University Press. ISBN 978-0-19-533343-5.

저널 논문
- Jelavić, Ante (October 2010). “Međunarodni oružani sukobi na moru” [International armed conflicts at sea]. 《Naše more, Journal of marine science and technology》 (크로아티아어) (University of Dubrovnik) 57 (3–4): 170–178. ISSN 0469-6255.
- Marijan, Davor (June 2008). “Sudionici i osnovne značajke rata u Hrvatskoj 1990–1991” [Participants and the basic characteristics of the war in Croatia 1990–1991]. 《Journal of Contemporary History》 (크로아티아어) (Croatian Institute of History) 40 (1): 47–63. ISSN 0590-9597.
- Marijan, Davor (May 2012). “The Sarajevo Ceasefire – Realism or strategic error by the Croatian leadership?”. 《Review of Croatian History》 (Croatian Institute of History) 7 (1): 103–123. ISSN 1845-4380 – Hrčak 경유.
- Marijan, Davor (November 2012). “Zamisao i propast napadne operacije Jugoslavenske narodne armije na Hrvatsku u rujnu 1991. godine” [The Conception and Failure of the Offensive Operation of the Yugoslav National Army in September 1991]. 《Journal of Contemporary History》 (크로아티아어) (Croatian Institute of History) 44 (2): 251–275. ISSN 0590-9597.
- Pavlović, Srđa (2005). “Reckoning: The 1991 Siege of Dubrovnik and the Consequences of the "War for Peace"”. 《Spaces of Identity》 (York University, The Canadian Center for German and European Studies) 5 (1). ISSN 1496-6778. 2013년 3월 5일에 확인함.
- Živić, Dražen (June 2005). “Demografski gubitci Hrvatske vojske tijekom domovinskog rata” [Demographic losses of the Croatian Army during the Croatian War of Independence]. 《Diacovensia》 (크로아티아어) (Catholic Faculty of Theology, J. J. Strossmayer University of Osijek) 13 (1): 117–141. ISSN 1330-2655.

뉴스 르포
- Bellamy, Christopher (1992년 10월 10일). “Croatia built 'web of contacts' to evade weapons embargo”. 《The Independent》. 2012년 11월 10일에 원본 문서에서 보존된 문서.
- Binder, David (1991년 11월 9일). “Old City Totters in Yugoslav Siege”. 《The New York Times》. 2012년 7월 29일에 원본 문서에서 보존된 문서. 2013년 3월 6일에 확인함.
- Engelberg, Stephen (1991년 3월 3일). “Belgrade Sends Troops to Croatia Town”. 《The New York Times》. 2013년 10월 2일에 원본 문서에서 보존된 문서.
- Sudetic, Chuck (1991년 4월 2일). “Rebel Serbs Complicate Rift on Yugoslav Unity”. 《The New York Times》. 2013년 10월 2일에 원본 문서에서 보존된 문서.
- “Roads Sealed as Yugoslav Unrest Mounts”. 《The New York Times》. Reuters. 1990년 8월 19일. 2013년 9월 21일에 원본 문서에서 보존된 문서.
- “Yugoslav Planes Attack Croatian Presidential Palace”. 《The New York Times》. 1991년 10월 8일. 2013년 10월 17일에 원본 문서에서 보존된 문서.

기타 출처
- 〈Appendix D: Helsinki Watch Letter to Slobodan Milošević, President of the Republic of Serbia and Blagoje Adžić, Acting Minister of Defense, January 21, 1992〉. 《War Crimes in Bosnia-Hercegovina》 (PDF). New York: Human Rights Watch. 1992년 1월 21일. 274–309쪽. ISBN 1-56432-083-9.
- 〈Appendix E: Helsinki Watch Letter to Franjo Tudjman, President of the Republic of Croatia, February 13, 1992〉. 《War Crimes in Bosnia-Hercegovina》 (PDF). New York: Human Rights Watch. 1992년 2월 13일. 310–357쪽. ISBN 1-56432-083-9.
- “Odluka” [Decision]. 《Narodne novine》 (크로아티아어) (Narodne novine) (53). 1991년 10월 8일. ISSN 1333-9273. 2009년 9월 23일에 원본 문서에서 보존된 문서.
- “Opće informacije o nestalima” [General information on missing persons] (크로아티아어). Ministry of Veterans' Affairs (Croatia). 2013년 9월 27일에 원본 문서에서 보존된 문서. 2013년 5월 6일에 확인함.
- “Resolution 721 (1991)”. United Nations Security Council. 1991년 11월 27일.
- “The Prosecutor vs. Milan Martic – Judgement” (PDF). International Criminal Tribunal for the former Yugoslavia. 2007년 6월 12일.